# Thuiaria wulfiusi
Thuiaria wulfiusi är en nässeldjursart som beskrevs av Nikolai Alexsandrovich Naumov 1960. Thuiaria wulfiusi ingår i släktet Thuiaria och familjen Sertulariidae. Inga underarter finns listade i Catalogue of Life.